# Parc Samuel-Holland
Pour les articles homonymes, voir Holland.
Le parc Samuel-Holland est un espace vert de Québec, au Canada, dénommé en 1995.

## Caractéristiques

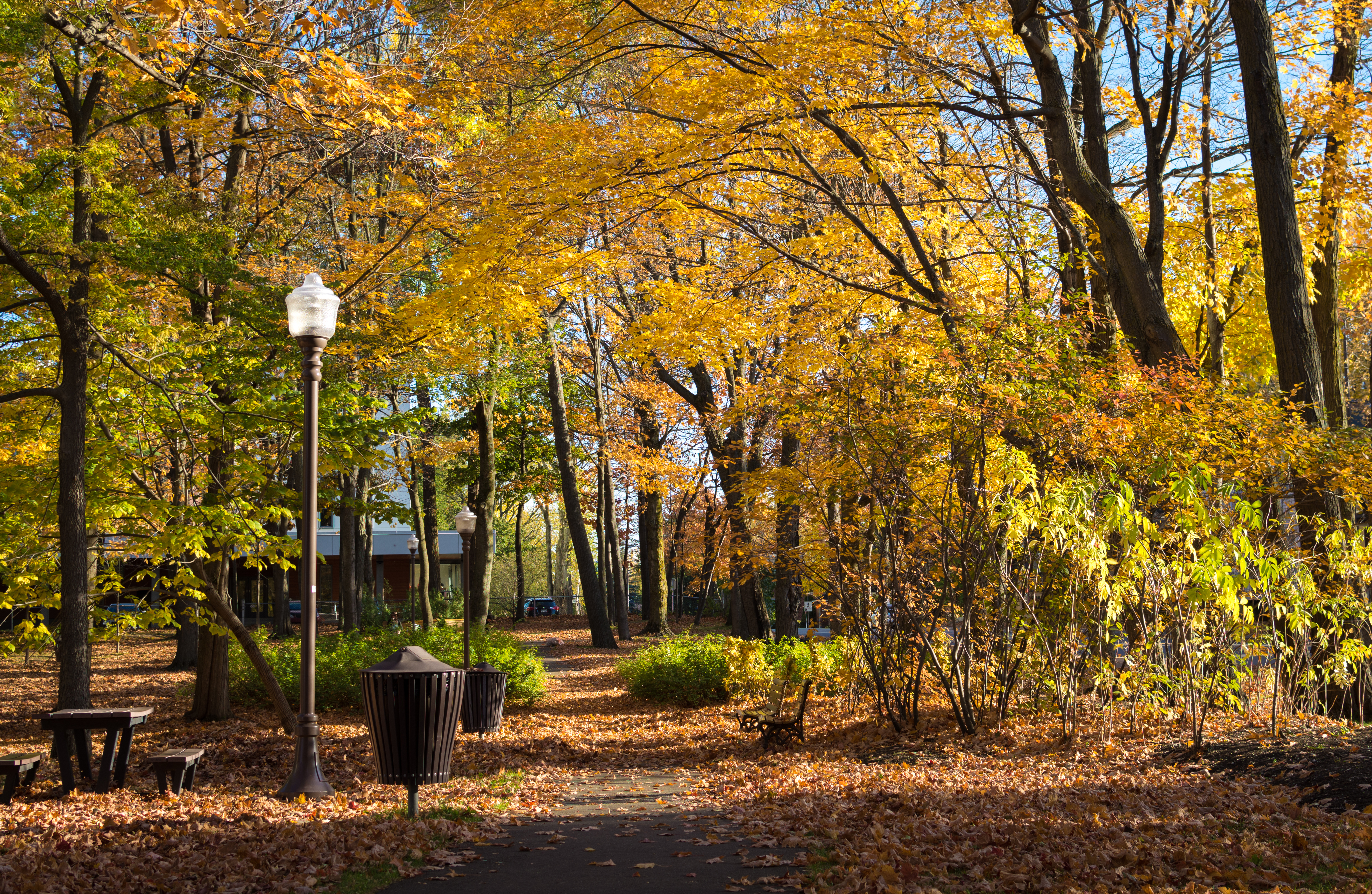
Sentier du parc en automne.

### Localisation
Le parc est situé dans le quartier Saint-Sacrement, dans l'arrondissement de la Cité-Limoilou, dans la ville de Québec. Il est situé à l'angle de l'avenue Holland, à l'ouest, et du chemin Sainte-Foy, au nord. Il est situé juste avant l'emplacement où l'avenue Holland devient l'avenue Saint-Sacrement. Au nord se situe l'hôpital Jeffery Hale Saint Brigid's et la résidence pour personnes âgées le Gibraltar, au nord-ouest l'église du Très-Saint-Sacrement, à l'est le complexe résidentiel le Samuel-Holland et au sud, l'édifice du YWCA de Québec.

### Généralités
Propriété de la ville de Québec, le parc est géré par les Loisirs Saint-Sacrement. On y retrouve des terrains de pétanque, des tables de pique-nique et des aires de repos comme des bancs et un gazébo.
On peut aussi y retrouver une plaque commémorative en l'honneur de Samuel Holland, devenu personnage historique national en 1989.

## Historique
Le général anglais d'origine néerlandaise Samuel Holland est envoyé par l'armée britannique aux sièges de Louisbourg, puis de Québec, où son armée remporte finalement la victoire. Après la rétrocession de la Nouvelle-France à la Grande-Bretagne, Holland est nommé arpenteur général de la Province of Quebec et s'y établit, en faisant cependant des incursions spontanées à Louisbourg. Il s'installe définitivement à Québec en 1779 avec sa famille et établit résidence au Holland House, qui devient alors un lieu d'importance dans la ville. Son domaine est agrandi en 1788 avec l'achat du fief Saint-Jean. Le domaine résiste à l'urbanisation de Québec, jusqu'en 1967, où le Holland House est démoli pour faire place à l'édifice du YWCA. Une autre partie du domaine est utilisée pour la construction de l'édifice Samuel-Holland et ses annexes. Le projet de Cité-Parc Samuel-Holland est finalisé au début des années 1970. À travers les époques, d'autres parties du domaine sont utilisées pour construire notamment l'hôpital Jeffery Hale, le Gibraltar, une école et un édifice gouvernemental, le Catherine-de-Longpré. La dernière parcelle du terrain est utilisée pour créer le parc en 1984. Le nom est officialisé le 8 mai 1995.
Le logo du parc et du complexe résidentiel est conçu par Anthony Hobbs en 1972.